# Epsilon Octantis
Epsilon Octantis (ε Octantis, förkortat Epsilon Oct, ε Oct) som är stjärnans Bayerbeteckning, är en ensam stjärna belägen i den inre delen av stjärnbilden Oktanten. Den har en skenbar magnitud på 5,09 och är svagt synlig för blotta ögat. Baserat på parallaxmätning inom Hipparcosuppdraget på ca 11,2 mas, beräknas den befinna sig på ett avstånd på ca 291 ljusår (ca 89 parsek) från solen. Den rör sig bort från solen med en radialhastighet på +11,7 km/s.

## Egenskaper
Epsilon Octantis är en kall röd jättestjärna av spektralklass M5 III. Den har en massa som är drygt 30 procent större än solens massa, en radie som är ca 112 gånger större än solens och utsänder från dess fotosfär ca 1 820 gånger mera energi än solen vid en effektiv temperatur på ca 3 560 K.
Epsilon Octantis är en halvregelbunden variabel med ett magnitudintervall på 4,58 till 5,3 och en, dåligt fastställd, variationsperiod på omkring 55 dygn.